# Torre Europa (Vilna)
La Torre Europa  (en lituano: Europos bokštas) es el rascacielos más alto de los países bálticos. Se encuentra en un barrio de la capital de Lituania, la ciudad de Vilna, llamado Šnipiškės. Se eleva 148 metros sobre el nivel del suelo. Fue diseñado por la compañía de arquitectos Audrius Ambrasas con base en Vilna. Dominando el horizonte del reciente desarrollo Centro de la Ciudad Nueva, el edificio fue terminado y abierto oficialmente el 1 de mayo de 2004, como parte de las celebraciones de Lituania por entrar en la Unión Europea. El rascacielos causó una cierta controversia entre algunos de los ciudadanos y algunos grupos debido a su interferencia con el horizonte histórico del casco antiguo de Vilna.